# Makunouchi
Makunouchi (幕の内弁当) là một loại cơm hộp bento Nhật Bản gồm cơm cùng với cá, thịt, rau ngâm, trứng, rau củ như ngô ngọt, cà rốt,và umeboshi (một loại mơ muối). Cũng có các món khác bao gồm như cơm hạt dẻ, sushi cuộn cá ngọt, và một món giống casserole cơm và thịt.

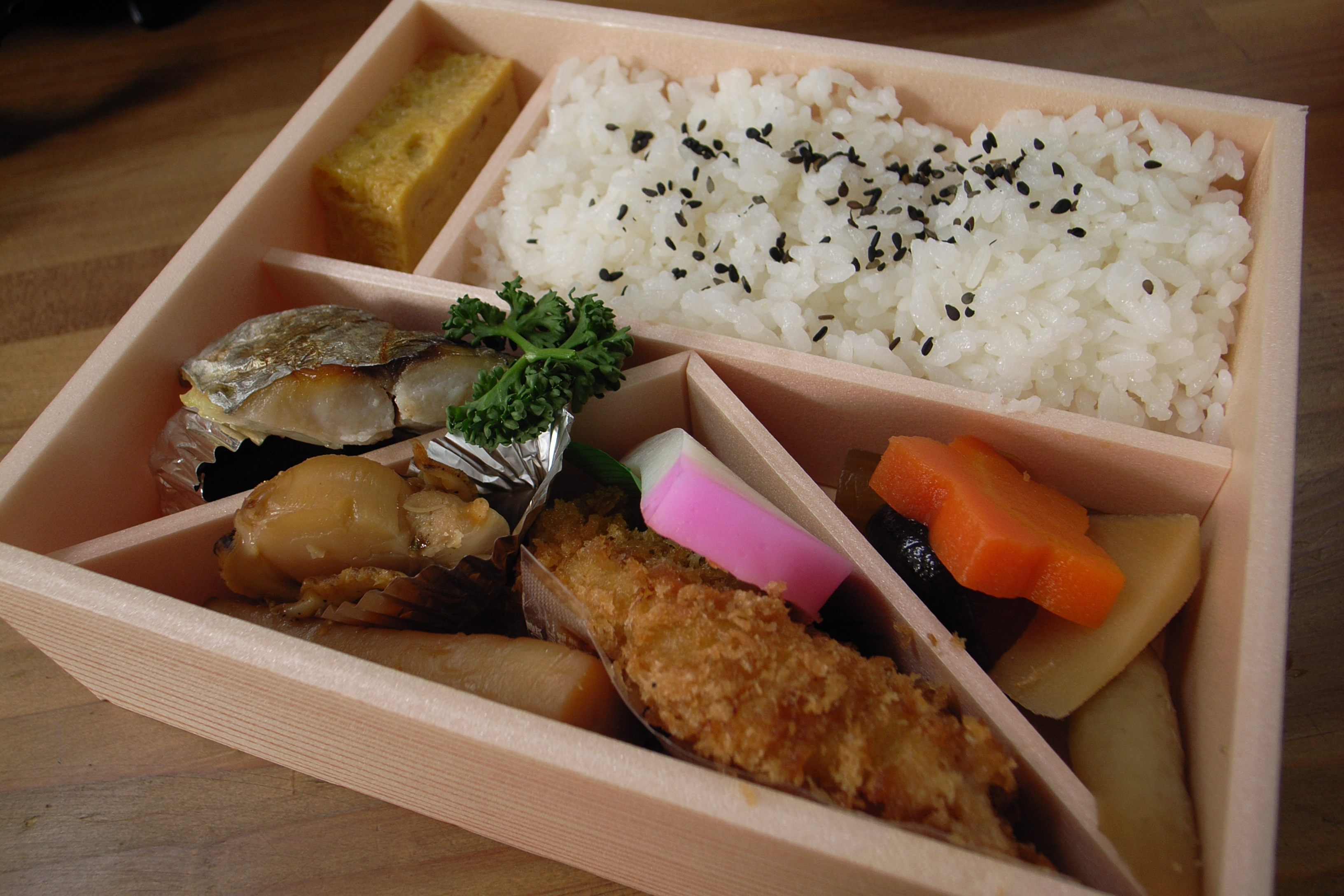
Một hộp bento makunouchi

Từ makuno-uchi bentō ("bento nghỉ giữa giờ"), có từ thời Edo (1603 đến 1867), khi chúng được phục vụ trong các đoạn nghỉ (幕間) của các buổi diễn kịch Noh và Kabuki.
Từ thời Minh Trị trở đi, makunouchi đã trở thành tên tuổi lớn trong các hộp bento gọi là ekiben được bán tại các ga tàu. Các cửa hàng tiện lợi cũng bán bento có tên makunouchi. Mặc dù loại và số lượng các món trong hộp bento makunouchi khác nhau tùy cửa hàng, nhưng nó thường chứa nhiều món hơn và có giá cao hơn các hộp bento khác.